# Euxoa schwingenschussi
Euxoa schwingenschussi là một loài bướm đêm trong họ Noctuidae.